# 34356 Gahamuriel
34356 Gahamuriel este o planetă minoră (asteroid), cu un diametru de 6,03 km, din centura de asteroizi. A fost descoperită pe 1 septembrie 2000 la Experimental Test Site⁠(d) de Lincoln Near-Earth Asteroid Research. 
Obiectul prezintă o orbită caracterizată de o semiaxă mare de 2,6610017 UAi, o excentricitate de 0,12, o înclinație de 7,08425 ° în raport cu ecliptica.